# Fédération du Mato Grosso do Sul de football
La Fédération du Mato Grosso do Sul de football (en portugais : Federação de Futebol de Mato Grosso do Sul) est une association brésilienne regroupant les clubs de football du Mato Grosso do Sul et organisant les compétitions au niveau régional, comme le championnat du Mato Grosso do Sul de football. Elle représente également les clubs du Mato Grosso do Sul au sein de la Fédération du Brésil de football.